# 대한민국 국토통일원
국토통일원(國土統一院, Board of National Unification)은 국토 통일에 관한 문제를 종합적으로 조사·연구하고 통일의 방안과 통일 후의 제반 정책 및 국토 통일에 관한 홍보, 선전에 관한 사무를 관장하는 대한민국의 옛 중앙행정기관이다. 1969년 1월 29일 발족하였으며 1990년 12월 27일 통일원으로 개편되면서 폐지되었다.

## 설치 근거 및 소관 업무
- 정부조직법 [법률 제2041호, 1968.07.24 일부개정] 제20조의3[1]
- 국토통일원직제 [대통령령 제3754호, 1969.01.29 제정] 제1조[2]

## 연혁
- 1969년 3월 1일 - 국토통일원을 신설.
- 1990년 12월 27일 - 국토통일원을 폐지하고 통일원을 신설.

## 조직
| - 공보관 ( 1989.07 ~ 1990.02 ) - 기획관리관 ( 1969.12 ~ 1974.10 ) - 비상계획관 ( 1975.11 ~ 1990.02 ) - 자료관리관 ( 1974.10 ~ 1975.11 ) - 교육홍보실 ( 1969.01 ~ 1974.10 ) | - 교육홍보실 ( 1977.10 ~ 1989.07 ) - 기획관리실 ( 1974.10 ~ 1981.11 ) - 정책기획실 ( 1969.01 ~ 1981.11 ) - 조사실 ( 1969.01 ~ 1974.10 ) - 조사연구실 ( 1974.10 ~ 1990.02 ) | - 교육홍보국 ( 1974.10 ~ 1977.10 ) - 남북대화사무국 ( 1980.10 ~ 1990.02 ) - 자료관리국 ( 1975.11 ~ 1989.07 ) - 정보자료국 ( 1989.07 ~ 1990.02 ) - 총무과 ( 1969.01 ~ 1990.02 ) |

## 역대 장·차관

### 국토통일원 장관
| 정부        | 대수           | 이름                               | 임기                               | 출신지                     | 출신학교 | 비고 |
| ----------- | -------------- | ---------------------------------- | ---------------------------------- | -------------------------- | --- | --- |
| 제 3 공화국 | 초대           | 신태환(申泰煥)                     | 1969년 2월 17일 ~ 1970년 3월 8일   | 경기 인천 (현 경기와 분리) | 일본 도쿄대 | 서울대 총장&건설부 장관 |
| 제 3 공화국 | 2대            | 김영선(金永善)                     | 1970년 3월 9일 ~ 1973년 12월 1일   | 충남 보령                  | 서울대 | 재무부 장관&제2·3·5대 국회의원&주 일본 대사&대한상공회의소 전문위원                                                            |
| 제 4 공화국 | 2대            | 김영선(金永善)                     | 1970년 3월 9일 ~ 1973년 12월 1일   | 충남 보령                  | 서울대 | 재무부 장관&제2·3·5대 국회의원&주 일본 대사&대한상공회의소 전문위원                                                            |
| 3대         | 김용식(金溶植) | 1973년 12월 2일 ~ 1974년 9월 17일  | 경남 통영                          | 일본 주오대                | 무임소 장관&외무부 장관&주 영국 대사&주 미국 대사&주 UN 대사&대한적십자사 총재                                     | |
| 4대         | 신도성(愼道晟) | 1974년 9월 18일 ~ 1975년 8월 17일  | 경남 거창                          | 일본 도쿄대                | 영남대 교수&경상남도지사&제3대 국회의원&평화민주당 고문                                                            | |
| 5대         | 유상근(兪尙根) | 1975년 8월 18일 ~ 1976년 12월 3일  | 충남 부여                          | 국민대                     | 명지대 총장&내무부 통계국장&국토통일원 차관&한국사학재단연합회장                                                   | |
| 6대         | 이용희(李用熙) | 1976년 12월 4일 ~ 1979년 12월 13일 | 경기 경성 (현 서울)                | 연세대                     | 서울대 교수&아주대 총장&한국국제정치학회장&대우재단 이사&세종연구소 이사장                                         | |
| 7대         | 이규호(李奎浩) | 1979년 12월 14일 ~ 1980년 5월 21일 | 경남 진주                          | 한신대                     | 연세대 교수&한국교원대 총장&대통령비서실장&문교부 장관&주 일본 대사&인간개발연구원 회장                            | |
| 8대         | 최완복(崔完福) | 1980년 5월 22일 ~ 1980년 9월 1일   | 황해 봉산                          | 일본 게이오대              | 한국외대 학장&주 네덜란드 대사&주 스페인 대사                                                                      | |
| 9대         | 이범석(李範錫) | 1980년 9월 2일 ~ 1982년 1월 3일    | 평남 평양 (현 평남과 분리)         | 고려대                     | 대통령비서실장&외무부 장관&주 튀니지 대사&주 인도 대사                                                             | |
| 9대         | 이범석(李範錫) | 1980년 9월 2일 ~ 1982년 1월 3일    | 평남 평양 (현 평남과 분리)         | 고려대                     | 대통령비서실장&외무부 장관&주 튀니지 대사&주 인도 대사                                                             | 제 5 공화국 |
| 10대        | 손재식(孫在植) | 1982년 1월 4일 ~ 1985년 2월 18일   | 경남 밀양                          | 서울대                     | 부산직할시장&경기도지사&내무부 지방국장&내무부 차관&한국지방행정연구원장                                           | |
| 11대        | 이세기(李世基) | 1985년 2월 19일 ~ 1985년 7월 31일  | 경기 개풍                          | 고려대                     | 체육부 장관&제11·12·14·15대 국회의원&민주정의당 원내총무                                                           | |
| 12대        | 박동진(朴東鎭) | 1985년 8월 1일 ~ 1986년 8월 26일   | 경북 대구 (현 경북과 분리)         | 일본 주오대                | 외무부 차관&외무부 장관&제11·12대 국회의원&주 월남 대사&주 UN 대사&주 미국 대사&한국전력공사 이사장&한국외교협회장 | |
| 13대        | 허문도(許文道) | 1986년 8월 27일 ~ 1988년 2월 24일  | 경남 고성                          | 서울대                     | 대통령비서실 정무제1수석비서관&문화공보부 차관                                                                     | |
| 노태우 정부 | 14대           | 이홍구(李洪九)                     | 1988년 2월 25일 ~ 1990년 3월 18일  | 경기 고양                  | 미국 에모리대 | 서울대 교수&통일부총리&국무총리&민주평화통일자문회의 수석부의장&통일고문회의 의장&제15대 국회의원&주 영국 대사&주 미국 대사    |
| 노태우 정부 | 15대           | 홍성철(洪性澈)                     | 1990년 3월 19일 ~ 1990년 12월 26일 | 황해 은율                  | 서울대 | 대통령비서실 정무수석비서관&대통령비서실장&내무부 장관&보건사회부 장관&민주평화통일자문회의 수석부의장&민족통일중앙협의회 의장 |

### 국토통일원 차관
| 정부        | 대수           | 이름                               | 임기                              | 출신지          | 출신학교                                                         | 비고                          |
| ----------- | -------------- | ---------------------------------- | --------------------------------- | --------------- | ---------------------------------------------------------------- | ----------------------------- |
| 제 3 공화국 | 초대           | 이규학(李圭學)                     | 1969년 2월 25일 ~ 1975년 1월 5일  | 경북 예천       | 육사                                                             | 국방부 군수차관보             |
| 제 4 공화국 | 초대           | 이규학(李圭學)                     | 1969년 2월 25일 ~ 1975년 1월 5일  | 경북 예천       | 육사                                                             | 국방부 군수차관보             |
| 2대         | 유상근(兪尙根) | 1975년 1월 6일 ~ 1975년 8월 17일   | 충남 부여                         | 국민대          | 명지대 총장&내무부 통계국장&국토통일원 장관&한국사학재단연합회장 |                               |
| 3대         | 동홍욱(董弘旭) | 1975년 8월 18일 ~ 1975년 12월 26일 | 함남 북청                         | 미국 육군참모대 | 총무처 행정관리국장·기획관리실장&소청심사위원회 위원장           |                               |
| 4대         | 동훈(董勳)     | 1975년 12월 27일 ~ 1980년 1월 3일  | 함남 북청                         | 마산대          | 총무처 행정관리국장·기획관리실장&남북평화통일연구소장            |                               |
| 5대         | 이병용(李秉龍) | 1980년 1월 4일 ~ 1986년 1월 8일    | 경북 영천                         | 미국 데이비슨대 | 민족통일연구원장                                                 |                               |
| 5대         | 이병용(李秉龍) | 1980년 1월 4일 ~ 1986년 1월 8일    | 경북 영천                         | 미국 데이비슨대 | 민족통일연구원장                                                 | 제 5 공화국                   |
| 6대         | 김동섭(金東燮) | 1986년 1월 9일 ~ 1988년 3월 4일    | 경기 경성 (현 서울)               | 육사            | 통일원 교육홍보실장·기획관리실장&통일연수소장&통일기념사업회장   |                               |
| 노태우 정부 | 7대            | 송한호(宋漢虎)                     | 1988년 3월 5일 ~ 1990년 12월 26일 | 평남 평원       | 육사                                                             | 민주평화통일자문회의 사무총장 |